# Sulawesibivråk
Sulawesibivråk (Pernis celebensis) är en fågel i familjen hökar inom ordningen hökfåglar.

## Utseende och läte
Sulawesibivråken är en småhövdad och långstjärtad rovfågel. Adulta fåglar uppvisar ett mörkt tofsförsett huvud, ljus strupe med ett mörkt lodrätt band centralt, rostfärgat bröst med kraftig streckning och tvärbandad buk. Ungfåglar är ljusare med fler tvärband på stjärten. I flykten syns relativt långa vingar, ojämn tvärbandning på stjärten, litet huvud och kraftigt tvärbandad kropp och vingundersida. Sulawesiörnen är i stort sett identiskt mönstrad, men har större huvud, kraftigare näbb och relativt kortare vingar. Lätet är ett enkelt sorgesamt "kew".

## Utbredning och systematik
Sulawesibivråken förekommer endast i Indonesien på Sulawesi och kringliggande öarna Butung och Peleng. Den behandlas som monotypisk, det vill säga att den inte delas in i några underarter. Tidigare behandlades sulawesibivråken och filippinbivråken (P. steerei) som en och samma art, då med det svenska trivialnamnet bandad bivråk. Genetiska studier stödjer dock uppdelning i två arter.

## Levnadssätt
Sulawesibivråken hittas i skog och skogsbryn i både låglänta områden och bergstrakter.

## Status och hot
Arten har ett stort utbredningsområde, men tros minska i antal, dock inte tillräckligt kraftigt för att den ska betraktas som hotad. Internationella naturvårdsunionen IUCN listar arten som livskraftig (LC).